# Georges Meyers
Georges Marie Joseph François baron Meyers (Tongeren, 23 juni 1869  - aldaar, 16 februari 1950) was een Belgisch politicus en burgemeester voor de Katholieke Partij.

## Biografie
Georges Meyers promoveerde tot doctor in de rechten aan de Katholieke Universiteit Leuven, waarna hij zich als advocaat in Tongeren vestigde. Van 1934 tot 1936, van 1945 tot 1946 en van 1947 tot 1948 was hij stafhouder van de Orde van Advocaten.
Voor de katholieken werd hij in 1911 verkozen tot gemeenteraadslid van Tongeren, waar hij vanaf 1912 schepen en van 1925 tot 1926 en van 1938 tot 1941 burgemeester was. Van 1910 tot 1919 was hij daarnaast ook provincieraadslid van Limburg.
Bovendien zetelde Meyers van 1919 tot 1936 en van 1939 tot 1946 namens het arrondissement Hasselt-Tongeren-Maaseik in de Senaat.
In 1934 werd hij in de adelstand verheven en kreeg hij de titel van baron.
Hij was een zoon van politicus François Meyers, kleinzoon van politicus Joseph Laurent Jaminé en broer van magistraat Armand Meyers.